# Es Camp Gran
Es Camp Gran és un indret de Santa Maria del Camí situat entre el camí de Coanegra a la vila, el camí d'Inca, sa Torre de s'Arboçar, Cas Metge Mates i sa Pedrera. Aquestes terres varen fer part de s'Arboçar. Els terrenys es troben creuats per la via del tren Palma-Inca. En el seu espai hi va haver a la primera meitat del segle xx s'Hort de Son Torrella, d'Amador Calafat. En l'actualitat hi ha el celler Macià Batle, els vivers Hortus i diverses edificacions i parcel·les de conreu.